# Vito Antonio Di Santo
Vito Antonio Di Santo (řeholním jménem: Santo od svatého Dominika; 5. srpna 1655, Trapani – 16. ledna 1728, tamtéž) byl italský řeholník řádu bosých augustiniánů.

## Život
Narodil se 5. srpna 1655 v Trapani jako syn Giuseppa di Santo a Paoli Iugali.
Vyznačoval se dobročinností vůči chudým a upříností. Vstoupil do kláštera bosých augustiniánů v Marsale a 21. května 1684 složil své řeholní sliby. Následně se vrátil do Trapani, kde se věnoval modlitbě a meditaci, ve které setrval i 14 hodin denně.
Byl extrémně skromný a vyhýbal se jakémukoli projevu uznání. Z almužen shromážděných od dobrodinců nechal postavit kostel a klášter. Velmi choval v úctě Nejsvětější Svátost, Svatou rodinu, svatého Augustina, Mikuláše Tolentinského a další augustiniánské svaté.
Zemřel 16. ledna 1728 ve 21 h. Po smrti se na jeho přímluvu začali dít zázraky.

## Proces svatořečení
Jeho proces svatořečení byl zahájen 10. listopadu 1732. Dne 13. května 1989 uznal papež Jan Pavel II. jeho hrdinské ctnosti.